# Friedrich Schubert (Beamter)
Friedrich Schubert (* 2. März 1871 in Nordhausen; † nach 1948) war ein deutscher Baurat und Ministerialbeamter.

## Leben
Friedrich Schubert kam in den Staatsdienst und wurde Regierungs-Baumeister des Hochbaufachs. Als solcher wurde er im Mai 1903 auf eigenen Wunsch aus dem Staatsdienst entlassen und trat in die Kaiserliche Marine ein. Am 26. März 1915 wurde er Geheimer Baurat und vortragender Rat. Zu Kriegsende war er zusätzlich noch Leutnant d. R.
1896 war er Regierungsbauführer geworden und war von 1901 für zwei Jahre Bauleitung der Marinebauten in Mürwik, bevor er Marine-Garnison-Bauinspektor in Wilhelmshaven wurde. 1908 kam er als Marine-Intendantur und Baurat zur Marine-Intendantur in Wilhelmshaven. Ab 1911 war er in der Abteilung für Unterkunftsangelegenheiten im Verwaltungsdepartement im Reichsmarineamt.
In seiner Funktion als Marine-Garnison-Bauinspektor war er auch Architekt von sechs Doppelhäusern in Wilhelmshaven. 1907 wurde er mit dem Roten Adlerorden 4. Klasse ausgezeichnet.
In der Weimarer Republik wurde er Geheimer Oberbaurat und Ministerialrat. Als solcher wurde er 1920 zum technischen Ministerialdirektor in das Reichsschatzministerium bestellt und war hier Leiter der Abteilung V (Reichsbauverwaltung). Von 1923 bis zur Umorganisation 1926 war er als Ministerialdirektor der Abteilung IV (Reichsbausachen) im Reichsfinanzministerium. 1926 wurde er in den einstweiligen Ruhestand versetzt.
1947 schied er aus dem Aufsichtsrat der Johannes Haag Zentralheizungen AG aus, welchen er schon vor dem Beginn des Zweiten Weltkriegs angehörte.